# Am Rothenborn
Rothenborn, auch Am Rothenborn genannt, ist ein Stadtteil der Kleinstadt Landstuhl im Landkreis Kaiserslautern in Rheinland-Pfalz.

## Lage
Der Stadtteil grenzt im Norden an die Westpfälzische Moorniederung. Der Stadtteil wird durch die A62 vom Nachbarstadtteil Atzel getrennt. Der Stadtteil besteht im Wesentlichen aus einer einzigen Straße und 9 Wohnhäusern, soll jedoch in den nächsten Jahren ausgebaut werden. Ein Bebauungsplan steht kurz vor dem Beschluss.

## Wirtschaft und Infrastruktur

### Verkehr
Rothenborn ist genauso wie die anderen Stadtteile an den städtischen Busverkehr angebunden, es verkehrt halbstündlich bis stündlich der Sickingen-Bus (ca. 500 m zur Haltestelle im Stadtteil Atzel), sowie die Buslinie 160 (Kaiserslautern-Ramstein) des Verkehrsverbund Rhein-Neckar (VRN).

### Soziale Dienste und Ämter
Im Stadtteil ist die Ökumenische Sozialstation auch Reha Westpfalz genannt angesiedelt.